# Suomen Luterilainen Evankeliumiyhdistys
Suomen Luterilainen Evankeliumiyhdistys ry (SLEY) är en väckelserörelse och missionsorganisation inom Evangelisk-lutherska kyrkan i Finland. Rörelsen har sin grund i den evangeliska väckelsen på 1800-talet. Fredrik Gabriel Hedberg är en central person för SLEY med tanke på organisationens historia och teologi.
SLEY grundades år 1873 och delades in i 13 distrikt samt 360 lokala avdelningar. Föreningen var tvåspråkig till år 1922, då Svenska Lutherska Evangeliföreningen blev en skild enhet.
SLEY lägger stor vikt på både inremission och yttremission. Föreningen samarbetar med församlingar och lägger även stor vikt på ungdoms- och studentverksamhet. Gudstjänstgemenskaper har föreningen i Helsingfors, Jyväskylä, Lahtis, Björneborg, Tammerfors, Åbo och Vasa.
Organisationen har missionsverksamhet bland annat i Japan, Ryssland, Kamerunm Zambia och Kenya.
Föreningen publicerar ock stora mängder av böcker genom sin underavdelning Kustannus Oy Arkki. Den sångbok som används inom SLEY heter Siionin kannel och är jämförbar med Sionsharpan som används inom SLEF.